# Flaga Jatznick
Flaga Jatznick – flaga gminy Jatznick. Zaprojektowana została przez herladyka Heinza Kippnicka i 12 lutego 2002 zatwierdzona przez Ministerstwo Spraw Wewnętrznych (Bundesministerium des Innern, für Bau und Heimat).

## Wygląd i symbolika
Prostokątny płat tkaniny o proporcji szerokości do długości 3:5 z czterema pionowymi pasami. Od lewej:
- biały pas o szerokości 1/4 długości płata
- niebieski pas o szerokości 1/4
- biały pas o szerokości 1/4
- niebieski pas o szerokości 1/4

Pośrodku flagi umieszczony jest herb Jatznick. Herb zajmuje 2/3 wysokości flagi. 